# Розинкевич Дмитро Васильович
Розинкевич Дмитро Васильович (1 жовтня 1974) — російський академічний веслувальник.
Бронзовий призер Олімпійських Ігор 1996 року в складі вісімки, учасник 2000 року.
Бронзовий призер Чемпіонату світу 1999 року в складі вісімки.
Срібний призер Чемпіонату Європи 2008 року в складі вісімки.